# Campeonato Mundial de Atletismo em Pista Coberta de 2010 - Pentatlo feminino
A prova do pentatlo feminino do Campeonato Mundial de Atletismo em Pista Coberta de 2010 foi disputada no dia 13 de março no ASPIRE Dome, em Doha.

## Recordes
Antes desta competição, os recordes mundiais e do campeonato nesta prova eram os seguintes:
| Tipo                  | Atleta         | Pontos | Local      | Data                    |
| --------------------- | -------------- | ------ | ---------- | ----------------------- |
|                       | Irina Belova   | 4991   | Berlim     | 15 de fevereiro de 1992 |
| Recorde do campeonato | Carolina Klüft | 4933   | Birmingham | 14 de março de 2003     |

## Medalhistas
| Ouro                | Prata                   | Bronze                |
| Jessica Ennis (GBR) | Natalya Dobrynska (UKR) | Hyleas Fountain (USA) |

## Resultados
| Pos. | Atleta                         | Tempo | Pontos | Notas           |
| ---- | ------------------------------ | ----- | ------ | --------------- |
| 1    | GBR Jessica Ennis              | 8.04  | 1120   |                 |
| 2    | USA Hyleas Fountain            | 8.20  | 1084   |                 |
| 3    | FRA Antoinette Nana Djimou Ida | 8.26  | 1070   |                 |
| 4    | POL Karolina Tyminska          | 8.48  | 1021   |                 |
| 5    | UKR Natalya Dobrynska          | 8.50  | 1017   |                 |
| DSQ  | RUS Tatyana Chernova           | 8.51  | 1015   |                 |
| 6    | RUS Marina Goncharova          | 8.56  | 1004   | Recorde pessoal |
| 7    | LAT Aiga Grabuste              | 8.94  | 922    |                 |

| Pos. | Atleta                         | Marca | Pontos | Notas                |
| ---- | ------------------------------ | ----- | ------ | -------------------- |
| 1    | GBR Jessica Ennis              | 1.90  | 1106   |                      |
| 2    | USA Hyleas Fountain            | 1.87  | 1067   | Recorde da temporada |
| 3    | UKR Natalya Dobrynska          | 1.84  | 1029   | Recorde da temporada |
| 4    | FRA Antoinette Nana Djimou Ida | 1.84  | 1029   | Recorde pessoal      |
| DSQ  | RUS Tatyana Chernova           | 1.78  | 953    |                      |
| 5    | RUS Marina Goncharova          | 1.78  | 953    |                      |
| 6    | POL Karolina Tyminska          | 1.72  | 879    |                      |
| 7    | LAT Aiga Grabuste              | 1.63  | 771    | Recorde da temporada |

| Pos. | Atleta                         | Marca | Pontos | Notas                |
| ---- | ------------------------------ | ----- | ------ | -------------------- |
| 1    | UKR Natalya Dobrynska          | 16.43 | 957    | Recorde da temporada |
| DSQ  | RUS Tatyana Chernova           | 14.54 | 830    | Recorde pessoal      |
| 2    | POL Karolina Tyminska          | 14.38 | 819    |                      |
| 3    | USA Hyleas Fountain            | 14.06 | 798    | Recorde pessoal      |
| 4    | GBR Jessica Ennis              | 14.01 | 795    | Recorde da temporada |
| 5    | RUS Marina Goncharova          | 13.78 | 779    |                      |
| 6    | FRA Antoinette Nana Djimou Ida | 13.72 | 775    |                      |
| 7    | LAT Aiga Grabuste              | 12.33 | 683    | Recorde da temporada |

| Pos. | Atleta                         | Marca | Pontos | Notas           |
| ---- | ------------------------------ | ----- | ------ | --------------- |
| DSQ  | RUS Tatyana Chernova           | 6.62  | 1046   |                 |
| 1    | USA Hyleas Fountain            | 6.46  | 994    |                 |
| 2    | GBR Jessica Ennis              | 6.44  | 988    | Recorde pessoal |
| 3    | FRA Antoinette Nana Djimou Ida | 6.34  | 956    |                 |
| 4    | UKR Natalya Dobrynska          | 6.33  | 953    |                 |
| 5    | POL Karolina Tyminska          | 6.19  | 908    |                 |
| 6    | LAT Aiga Grabuste              | 6.05  | 865    |                 |
| 7    | RUS Marina Goncharova          | 5.92  | 825    |                 |

| Pos. | Atleta                         | Tempo   | Pontos | Notas                |
| ---- | ------------------------------ | ------- | ------ | -------------------- |
| 1    | POL Karolina Tyminska          | 2:11.16 | 948    | Recorde da temporada |
| 2    | GBR Jessica Ennis              | 2:12.55 | 928    | Recorde pessoal      |
| DSQ' | RUS Tatyana Chernova           | 2:13.19 | 918    |                      |
| 3    | UKR Natalya Dobrynska          | 2:14.85 | 895    | Recorde pessoal      |
| 4    | RUS Marina Goncharova          | 2:17.69 | 855    |                      |
| 5    | USA Hyleas Fountain            | 2:21.02 | 810    | Recorde pessoal      |
| 6    | FRA Antoinette Nana Djimou Ida | 2:22.64 | 788    | Recorde da temporada |
| 7    | LAT Aiga Grabuste              | 2:23.84 | 772    | Recorde da temporada |

## Classificação
Classificação final após cinco eventos:
| Pos.              | Atleta                         | Pontos | Notas                 |
| ----------------- | ------------------------------ | ------ | --------------------- |
| Medalha de ouro   | GBR Jessica Ennis              | 4937   | Recorde do campeonato |
| Medalha de prata  | UKR Natalya Dobrynska          | 4851   | Recorde nacional      |
| DSQ               | RUS Tatyana Chernova           | 4762   |                       |
| Medalha de bronze | USA Hyleas Fountain            | 4753   | Recorde da América    |
| 4                 | FRA Antoinette Nana Djimou Ida | 4618   |                       |
| 5                 | POL Karolina Tyminska          | 4575   |                       |
| 6                 | RUS Marina Goncharova          | 4416   |                       |
| 7                 | LAT Aiga Grabuste              | 4013   | Recorde da temporada  |

## Novos recordes
| Tipo                  | Atleta        | Pontos | Local  | Data                    |
| --------------------- | ------------- | ------ | ------ | ----------------------- |
|                       | Irina Belova  | 4991   | Berlim | 15 de fevereiro de 1992 |
| Recorde do campeonato | Jessica Ennis | 4937   | Doha   | 13 de março de 2010     |

Legenda
| Recorde mundial       | Recorde mundial (World record)               |                       | Recorde africano                      | Recorde africano (African) |                                           | Q | Classificado por posição (Qualified) |
| Recorde do campeonato | Recorde do campeonato (Championship record)  | Recorde da América    | Recorde da América (Americas)         | q                          | Classificado por melhor tempo (Qualified) |   |                                      |
| Melhor marca do ano   | Melhor marca do ano (World leading)          | Recorde asiático      | Recorde asiático (Asian)              | DNS                        | Não largou (Did not start)                |   |                                      |
| Recorde nacional      | Recorde nacional (National record)           | Recorde europeu       | Recorde europeu (European)            | DNF                        | Não terminou (Did not finish)             |   |                                      |
| Recorde pessoal       | Recorde pessoal do atleta (Personal best)    | Recorde da Oceania    | Recorde da Oceania (Oceania)          | DSQ / DQ                   | Desclassificado (Disqualified)            |   |                                      |
| Recorde da temporada  | Recorde da temporada do atleta (Season best) | Recorde sul-americano | Recorde sul-americano (South America) | NM                         | Sem marca (No mark)                       |   |                                      |